# Новообинцево
Новоо́бинцево — село в Шелаболихинском районе Алтайского края, Россия. Административный центр Новообинцевского сельсовета.

## История
В журнале Присутствия Томского губернского управления крестьянского отделения на 30 октября 1909 года говорится: «Селения Ини и Обвинцева Малышевской волости, Шелаболиха, Батурова и Кучук Обской волости… и селения Ново-Обвинцево и Боровикова Шаховской волости…, имеющих 2619 муж. и 2785 жен. душ и находящихся вдали от своих волостных правлений, обратились с ходатайством об образовании из них особой волости под названием „Сибирской“ с назначением местопребывания волостного правления в селе Шелаболихинском».
По сведениям, собранным в ходе этимологических исследований ойконимов и топонимов Алтайского края, село Шадра было переименовано в Новообинцево.

## География
Село находится на левом берегу реки Обь.
Расстояние до
- районного центра Шелаболиха 6 км.
- краевого центра Барнаул 71 км.

Ближайшие населённые пункты
Малиновка 3 км, Шелаболиха 5 км, Иня 10 км Сибирка 13 км, Кучук 15 км.

## Население
| 1997  | 1998  | 1999  | 2000  | 2001  | 2002  | 2003  |
| ----- | ----- | ----- | ----- | ----- | ----- | ----- |
| 1010  | ↗1080 | ↗1099 | ↗1100 | ↘1081 | ↗1101 | ↘1061 |
| 2004  | 2005  | 2006  | 2007  | 2008  | 2009  | 2010  |
| ↘1031 | ↗1035 | ↗1042 | ↘1040 | ↘1034 | ↘1012 | ↘926  |
| 2011  | 2012  | 2013  |       |       |       |       |
| ↘924  | ↗930  | ↗935  |       |       |       |       |

## Инфраструктура
В селе работает производственный кооператив, сельскохозяйственные организации разных форм собственности, торговые и иные компании. Есть средняя общеобразовательная школа, почта, сеть магазинов, сельская администрация, коммунальные предприятия, филиал районной больницы, культурно-досуговый центр.